# Madécali
Madécali ist ein Arrondissement im Departement Alibori in Benin. Es ist eine Verwaltungseinheit, die der Gerichtsbarkeit der Kommune Karimama untersteht. Gemäß der Volkszählung von 2013 hatte Madécali 20.283 Einwohner, davon waren 10.173 männlich und 10.110 weiblich.